# Os Inocentes (filme)
The Innocents (bra/prt: Os Inocentes), também chamado de The Turn of the Screw, é um filme gótico de terror psicológico de 1961 dirigido e produzido por Jack Clayton e estrelado por Deborah Kerr, Michael Redgrave e Megs Jenkins. Baseado no romance The Turn of the Screw, do escritor estadunidense Henry James, o roteiro foi adaptado por William Archibald e Truman Capote, que usaram a peça teatral de Archibald de 1950 — também intitulada The Innocents — como fonte primária de texto. Seu enredo segue uma governanta que cuida de duas crianças e teme que sua grande propriedade seja assombrada por fantasmas e que as crianças estejam sendo possuídas.
O roteiro original de Archibald para Os Inocentes foi baseado na premissa de que os eventos paranormais descritos eram legítimos. Descontente com a opinião de Archibald sobre o material, o diretor Jack Clayton nomeou o escritor estadunidense Truman Capote para retrabalhar o roteiro. As reescritas de Capote incorporaram temas psicológicos, resultando em uma obra final que sugere outras alternativas para o enredo. As filmagens ocorreram parcialmente na mansão gótica de Sheffield Park em Sussex, com filmagens adicionais ocorrendo no Shepperton Studios em Surrey. Filmado em CinemaScope, Os Inocentes incorporou uma iluminação mínima ousada, bem como um foco profundo, empregado pelo diretor de fotografia Freddie Francis para obter uma atmosfera distinta — e às vezes claustrofóbica. O filme também foi pioneiro no uso de som eletrônico sintetizado criado por Daphne Oram. Clayton ficou insatisfeito com a trilha sonora original do compositor francês Georges Auric e solicitou algumas alterações. No entanto, como Auric não estava disponível devido a problemas de saúde, Clayton recorreu a W. Lambert Williamson.
Os Inocentes recebeu distribuição internacional da 20th Century Fox e teve sua estreia em Londres em 24 de novembro de 1961. Foi lançado nos Estados Unidos no mês seguinte em 15 de dezembro em Los Angeles e no dia de Natal em Nova Iorque. Os fundamentos psicológicos do roteiro resultaram em numerosos ensaios críticos e acadêmicos, particularmente na área da teoria do cinema. Das várias adaptações cinematográficas da obra de James, Os Inocentes recebeu mais debate da crítica. Foi selecionado pelo The Guardian como um dos 25 melhores filmes de terror já feitos.

## Elenco
- Deborah Kerr como Srta. Giddens
- Michael Redgrave como tio
- Peter Wyngarde como Peter Quint
- Megs Jenkins como Sra. Grose
- Martin Stephens como Miles
- Pamela Franklin como Flora
- Clytie Jessop como Srta. Mary Jessel
- Isla Cameron como Anna

## Sinopse
Durante o século XIX, a Senhora Giddens se candidata ao trabalho de governanta e é contratada por um solteirão aristocrata que não tem tempo nem interesse em cuidar de dois sobrinhos órfãos, Miles e Flora, que moram em sua grande propriedade rural no Condado de Bly, assistidos apenas pela criadagem. Ele conta que a governanta anterior, Jessel, morrera. E pede a Senhora Giddens que não mencione o assunto à menina, Flora.
Quando a Senhora Giddens chega à propriedade, ela conhece Flora e fica amiga da arrumadeira, a idosa Senhora Grose. O pequeno Miles está na escola, mas Flora avisa que ele logo voltará, o que realmente acontece para espanto da governanta, pois o menino foi expulso do colégio e chegou antes das férias regulares.
Apesar de feliz com o lugar, as crianças e os criados, à noite a Senhora Giddens está sempre com o sono agitado. Ela começa a ter visões da governanta morta e também de um homem misterioso, o qual a Senhora Grose identifica pela descrição como Peter Quint, antigo vassalo na propriedade e que também morreu. Com a sucessão de eventos sobrenaturais, a Senhora Giddens se convence de que os fantasmas dos criados mortos ameaçam as crianças e está decidida a impedir esse mal e salvá-las.

## Análise
Os Inocentes recebeu atenção de acadêmicos e especialistas em teoria do cinema, começando com o teórico literário Edmund Wilson, que escreveu extensivamente sobre o romance original, insistindo que os fenômenos sobrenaturais eram de fato o produto da própria repressão sexual da Srta. Giddens. De acordo com o estudioso literário Leonard Orr, das muitas adaptações da obra de James, Os Inocentes recebeu a maior atenção da crítica.
O estudioso de cinema David J. Hogan reiterou os temas subjacentes do filme de repressão sexual tornando-se o foco da atividade sobrenatural e comparou elementos do filme com The Haunting (1963), de Robert Wise, baseado em The Haunting of Hill House, de Shirley Jackson. Hogan também interpreta a cena final do filme como "uma variação perversa da história da Bela Adormecida, já que Kerr simbolicamente liberta o menino de uma suposta possessão com um beijo após ele desmaiar".
No livro Fifty Classic British Films, 1932-1982: A Pictorial Record (2013), o roteirista Anthony Slide observou: "Através do uso de sombras, ângulos de câmera oblíquos e uma trilha sonora atmosférica, Jack Clayton não apenas capturou o horror da história de James, mas também sua tristeza mais profunda - o isolamento das crianças do mundo real, a sexualidade problemática da governanta e a natureza curiosamente lamentável da ex-governanta, Srta. Jessel".

## Recepção

### Bilheteria
No Reino Unido, a classificação original em 1961 dada pelo British Board of Film Censors (agora British Board of Film Classification ou BBFC) era a classificação "X", o que significava que nenhuma pessoa com menos de 16 anos poderia assisti-lo no cinema.
Os Inocentes teve sua estreia mundial no Carlton Theatre em Londres em 24 de novembro de 1961. Na América do Norte, a 20th Century Fox desenvolveu uma campanha de marketing que classificou o filme como uma "estranha nova experiência em choque". O filme estreou nos Estados Unidos no El Rey Theatre em Los Angeles, Califórnia, em 15 de dezembro de 1961, e estreou na cidade de Nova Iorque em 25 de dezembro de 1961, com exibição no Criterion Theatre e na 72nd Street Playhouse. Arrecadou um total de 1,2 milhão de dólares nos Estados Unidos e Canadá.

### Avaliação da crítica
Bosley Crowther escreveu uma crítica desfavorável no The New York Times quando o filme foi exibido pela primeira vez na cidade de Nova Iorque em dezembro de 1961: "Mas tememos que veteranos há muito familiarizados com o trânsito e os truques dos filmes de terror se sintam um pouco entediados com esta versão cinematográfica do famoso conto de Henry James, The Turn of the Screw, tão suave e ingênuo que está ao lado de outros do gênero. E, especialmente, tememos que eles se decepcionem com a brilhante atuação de Deborah Kerr como a jovem supostamente mórbida que é a figura central da história”.
Uma crítica publicada na revista Time elogiou o desempenho de Kerr e a "escuridão inteligente e perigosa" do filme, mas criticou o roteiro, sugerindo que Archibald e Capote "infelizmente pressiona[m] muito, muito mais do que James, para a interpretação psicológica. Eles obviamente falharam em perceber que, ao sugerir uma base normal e cotidiana para fenômenos sobrenaturais, devem inevitavelmente aliviar o espectador de seu horror inominável do que poderia acontecer. Mas não é o horror, quando tudo está dito e feito, a única experiência importante que este conto pretende comunicar?"  Em uma crítica da Variety, o filme foi considerado um "drama arrepiante de alta qualidade". Na edição de verão de 1962 da Film Quarterly, Pauline Kael o chamou de "o melhor filme de fantasmas que já vi", elogiando as performances de Kerr e Stephens, bem como a adaptação de Capote do material original. Boyd Martin, do The Courier-Journal, o elogiou como "arrepiantemente assustador... a influência hipnótica está lá e o público, eu suspeito, sentirá o que a governanta sente".
O filme foi indicado a dois prêmios BAFTA, incluindo Melhor Filme Britânico e Melhor Filme. Por sua direção, Clayton recebeu o prêmio National Board of Review de Melhor Diretor. William Archibald e Truman Capote ganharam o Prêmio Edgar de 1962 dos Mystery Writers of America de Melhor Roteiro de Filme. Ele foi inscrito para o Festival de Cinema de Cannes de 1962.

### Mídia doméstica
Os Inocentes foi distribuído em DVD nos Estados Unidos através da 20th Century Fox Home Entertainment em 6 de setembro de 2005. Este lançamento também apresenta uma faixa mono em espanhol e o filme nas versões widescreen e fullscreen. A Criterion Collection lançou uma nova edição do filme em DVD e Blu-ray em 23 de setembro de 2014. Este lançamento apresenta uma nova transferência 4K, uma introdução e comentários em áudio com o crítico cultural Christopher Frayling, uma entrevista com o diretor de fotografia John Bailey (discutindo o trabalho de Freddie Francis) e um documentário de 2006 sobre a produção do filme. No Reino Unido, o filme foi lançado em Blu-ray em 23 de agosto de 2010 pela BFI.

## Legado
Os Inocentes é considerado um filme clássico de terror psicológico. Com o seu relançamento no Reino Unido como parte da temporada gótica do BFI em dezembro de 2013, o filme recebeu críticas extremamente positivas dos críticos contemporâneos. Detém uma classificação de 95% no agregador de resenhas Rotten Tomatoes de uma amostra de 55 resenhas. Seu consenso diz: "Assustadoramente atmosférico, Os Inocentes é um conto de fantasmas britânico arrepiante e estiloso com Deborah Kerr em seu melhor".
Peter Bradshaw, crítico de cinema do The Guardian, deu ao filme cinco de cinco estrelas em dezembro de 2013, elogiando-o como uma "história de fantasmas elegante, sinistra e de arrepiar o couro cabeludo". Tim Robey, escrevendo para o The Telegraph, também deu ao filme cinco de cinco estrelas, reconhecendo a "imaculada" capacidade de direção de Jack Clayton e elogiando a adaptação "assustadora e friamente bela" do romance de James. O autor e crítico de cinema Leonard Maltin em 2009 premiou o filme com três e meia de quatro estrelas possíveis, chamando-o de "thriller de primeira linha". O cineasta Martin Scorsese colocou Os Inocentes em sua lista dos 11 filmes de terror mais assustadores de todos os tempos. Da mesma forma, Andrew Pulver colocou o filme em 11º lugar na lista do The Guardian dos melhores filmes de terror de todos os tempos. Time Out nomeou-o como o 18º em uma lista dos 100 maiores filmes britânicos.
"The Infant Kiss", uma canção de Kate Bush, de seu álbum Never for Ever de 1980, foi inspirada no filme. O diretor mexicano Guillermo del Toro cita-o como uma influência para sua obra Crimson Peak, terror gótico de 2015.
Em 2013, o BFI e Palgrave Macmillan publicaram um extenso livro de bastidores escrito por Christopher Frayling que detalha a origem e os temas por trás de The Turn of the Screw, o sucesso de muitas adaptações anteriores da história no teatro, ópera e televisão, toda a produção deste filme, seu lançamento inicial e seu impacto e reconhecimento nos anos posteriores. O livro também apresenta material raro do arquivo de Jack Clayton, como arte conceitual, notas manuscritas de Truman Capote, partes do roteiro original com cenas deletadas e diálogos alternativos, fotos do filme (incluindo algumas que mostram uma abertura alternativa que foi filmada e posteriormente descartada antes do lançamento) e entrevistas com o elenco e equipe.
Em 4 de janeiro de 2017, Martin Stephens deu uma extensa entrevista sobre sua carreira como ator infantil durante um episódio do TEDx intitulado "Movies, Marriage and Meditation".